# Sociétés démocrates-républicaines
Les sociétés démocrates-républicaines (Democratic-Republican Societies) désignaientt des organisations politiques locales créées aux États-Unis en 1793-94 pour promouvoir le républicanisme et la démocratie et combattre les tendances aristocratiques. Les historiens utilisent le terme de « Democratic-Republican » pour décrire ces sociétés mais accolés à ce nom, elles-mêmes y ajoutaient de nombreux autres titres comme : société démocratique, républicaine, vraie républicaine, constitutionnelle, homme libre uni, patriotique, Franklin ou madisonienne.
Les Allemands de Philadelphie lancèrent leur première société en avril 1793, inspirée par Peter Muhlenberg. Philadelphie jouissait alors du titre de capitale des États-Unis et bientôt une société anglophone fut créée dans la ville par David Rittenhouse, Charles Biddle (un important marchand quaker), le docteur George Logan et Alexander J. Dallas. Sa charte fut largement copiée. Pas moins de 35 sociétés avaient ainsi vu le jour en 1795, situées dans les plus importantes villes américaines. Beaucoup de ses responsables devinrent actifs dans le Parti républicain-démocrate de Thomas Jefferson. Au fur et à mesure que les affaires de politique étrangère devinrent le problème dominant, elles s'opposèrent aux Britanniques et se rallièrent derrière Jefferson, proclamant leur amitié avec la France.
Les fédéralistes s'opposèrent à ces sociétés, proclamant qu'elles avaient été lancées par le Citoyen Genêt comme un outil du gouvernement révolutionnaire français à Paris. Les membres de ces sociétés se défendaient qu'ils avaient été inspirés par les Fils de la Liberté, les clubs Whig et d'autres groupes républicains des années 1770.
Le président Washington les dénonça avec véhémence à la fin de 1794, à la suite de la répression réussie de la révolte du Whisky. Washington se plaignit que les sociétés républicaines-démocrates de l'ouest de la Pennsylvanie avaient contribué à l'instigation de cette rébellion et devenaient alors des ennemis du nouveau gouvernement et de la nation. En 1796, la plupart des groupes avaient été dissous.
Ces sociétés eurent néanmoins un impact éducatif. Elles croyaient qu'une nation républicaine exigeait des citoyens qui agissent ensemble pour résoudre les problèmes sociaux. Des citoyens mobilisés étaient nécessaires pour combattre l'aristocratie (identifiée en la personne d'Alexander Hamilton). En opposition à la règle établie par quelques-uns, ils aidèrent à définir ce à quoi une règle votée par plusieurs devait ressembler. Ils croyaient au libre exercice de l'intelligence, et insistaient sur leur droit de liberté de parole, de presse et d'assemblée.

## Source
- (en) Cet article est partiellement ou en totalité issu de l’article de Wikipédia en anglais intitulé « Democratic-Republican Societies » (voir la liste des auteurs).